# アメリカ大陸横断レース
アメリカ大陸横断レースとは、さまざまな方法を用いてアメリカ合衆国を横断するレースのことである。

## 解説
自分の足で走るものとしては、C.C.パイルという興行主が、フランスの自転車競技大会ツール・ド・フランスを、ランニング競技としてアメリカ大陸を横断してやってみたらということで発想したのが、「トランス・コンチネンタルフットレース」(Trans-continental Footrace)で、別名Bunion Derbyとも呼ばれ、1928年と1929年の2回行われた。
1928年は、賞金2万5000ドルで119名のランナーが参加し、ロサンジェルスのアスコット・スピードウェイからニューヨークのセントラルパークまでを走った。
この時は、チェロキー・インディアンのアンドルー・ペインが優勝した。
翌1929年は、ニューヨークのコロンブス広場からカリフォルニア州のロングビーチまでの復路で行われた。その後、これは1992年「トランス・アメリカ・フットレース」の名で復活。
1992-1995年に開催され、さらにまた間隔を置いて2002年、2004年に「ラン・アクロス・アメリカ」(RUNXUSA)という大会名で再び開催された。
他に自転車横断する大会、単発ではあるがクラシックカーによるものなどが行われたことがある（実際にあった大陸横断のウルトラマラソンを題材にして、トム・マクナブが書いた小説『遥かなるセントラルパーク 大陸横断ウルトラマラソン』文藝春秋/文春文庫　1986年）ほか、映画ではスーパーカーを使った架空のものとして何度も映画化されている。
実際に行われたこうした競技を背景にして、障害者や戦傷者が、自分の体力や自己の尊厳への挑戦として単独で車椅子で大陸を横断するといった出来事もいくつかある。
東京箱根間往復大学駅伝競走はアメリカ大陸の継走での横断を実施するための予選会として、1920年2月14日に行われた。